# Freibauer (Mittelalter)
Als Freibauer wurde im Mittelalter ein Bauer bezeichnet, der eigenen Grund besaß oder diesen von einem Grundherren gepachtet hatte.
Im Gegensatz zum Hörigen oder Leibeigenen bestand beim Freibauern kein direktes Abhängigkeitsverhältnis zu seinem Grundherren. Er konnte seinen Wohnort, seine Ehegatten oder seine Arbeitsverhältnisse selbst bestimmen. Dafür waren Freibauern ihrem Landesherren zu Kriegsdiensten und Steuerleistungen verpflichtet. Die Freibauern waren meist die wohlhabendsten und wichtigsten Personen des Dorfes.
Eine ähnliche Rechtsstellung von Bauern wird mit Edlinger bezeichnet.